# Chez Nous
Chez Nous er en svensk kriminalfilm fra 1978 instrueret af Jan Halldoff. Filmen har blandt andre Ewa Fröling, Ernst Günther og Sven Lindberg i hovedrollerne.

## Handling
Lajla fra pornoklubben Chez Nous bliver myrdet. Morderen kontakter en avis for at få delvist renset sit navn. To af avisens journalister begynder derefter at efterforske sagen, og snart opdager de andre forbrydelser.

## Medvirkende (i udvalg)
- Ewa Fröling som Maria
- Ernst Günther som Melin
- Sven Lindberg som Wirén
- Ingvar Kjellson som Elmgren
- Ernst-Hugo Järegård som ejeren af Chez Nous
- Lis Nilheim som Eva-Lisa
- Kjell Bergqvist som Jansson
- Per Oscarsson som Schrenk